# Sony Xperia tipo
A Sony Xperia tipo egy alsókategóriás Android okostelefon, dupla-SIM-es változata a Xperia tipo dual. A telefon a Sony Xperia miro-val együtt lett bemutatva 2012. június 13-án, és forgalomba hozva 2012 augusztusában. A Xperia tipo fekete, fehér, vörös, kék színekben, a Xperia tipo dual fekete és ezüst színekben kapható.

## Hardver
- Méret: 103×57×13 mm
- Súly: 99,4 g
- Kijelző: Multi-touch kapacitív érintőképernyő, karcálló üveg, 3,2" TFT LCD "Reality Display", 320×480 pixel, 256 ezer szín, 180 dpi
- Kamera: 3,2 MP, 4x digitális zoom, VGA videófelvétel
- Rendszerchip:  Qualcomm Snapdragon S1 MSM7225A
- Processzor: egymagos ARM Cortex-A5 (800 MHz)
- GPU: Adreno-200
- Tárhely: 2,9GB belső, ebből 2,5GB felhasználható, microSD/HC kártyával bővíthető 32GB-ig

### Tipo Dual
A dupla SIM-kártya sloton kívül a Xperia tipo és a Xperia tipo dual hardverileg megegyezik. A Xperia tipo dual csak fekete és ezüst színekben kapható. Csak egy-SIM kártya használható egy időben, a telefon jobb szélén található gomb segítségével válthatunk a két SIM kártya között.

## Szoftver
A készüléken Android 4.0.4 (Ice Cream Sandwich) fut. A rendszer tartalmazza a Sony xLOUD hangszűrő technológiáját, valamint egy FM rádiót RDS-el.

## Fordítás
- Ez a szócikk részben vagy egészben  a   Sony Xperia tipo című angol Wikipédia-szócikk fordításán alapul.  Az eredeti cikk szerkesztőit annak laptörténete sorolja fel. Ez a jelzés csupán a megfogalmazás eredetét és a szerzői jogokat jelzi, nem szolgál a cikkben szereplő információk forrásmegjelöléseként.